# فضل‌الله توکل
فضل‌الله توکل (زادهٔ ۱۴ آبان ۱۳۲۱ در تهران)، آهنگساز و نوازندهٔ سنتور اهل ایران است.

## زندگینامه
فضل‌الله توکل در ۱۴ آبان سال ۱۳۲۱ در تهران متولد شد. پدرش افسر ارتش و مادرش دبیر ریاضی و زبان فرانسه بود. او تحصیلات ابتدایی را در مدرسه ایران طی کرد. پس از آن، دوران دبیرستان را در «دبیرستان پهلوی» و سپس در «دبیرستان مروی» گذراند و در سال تحصیلی ۱۳۳۹ دیپلم رشته طبیعی را از دبیرستان مروی دریافت کرد. وی پس از اخذ دیپلم به کشور انگلستان رفت و در دانشگاه کمبریج موفق به اخذ مدرک فوق لیسانس در رشته اقتصاد گردید. همسر وی «بیتا» از خوانندگان زن ایران بوده‌است.

### زندگی هنری
فضل الله توکل به جهت معاشرت و آشناییِ پدربزرگِ پدرش با هنرمندان، در سن ۶ یا ۷ سالگی به کلاس «حسین تهرانی» راه یافت و نزد وی دوره تمبک نوازی را سپری نمود. در سن ۹ – ۸ سالگی پدرش برای او یک ساز «سنتور» خرید. پس از آن وی نزد آقای «خائفی» (معلم موسیقی مدرسه) دوره ابتدایی سنتور نوازی را فرا گرفت. سپس به‌علت مأموریت پدر در شیراز، به شاگردی «بهادر نوذری» درآمد و در ادامه دوره‌های مختلف ردیف نوازی ایران را با «علی تجویدی» آغاز کرد. او در سال ۱۳۳۵ به دعوت «علی تجویدی» به عنوان نوازنده سنتور در «ارکستر شماره ۲ رادیو» پذیرفته شد و یکسال بعد در «ارکستر شماره ۳ رادیو» به سرپرستی «پرویز یاحقی» نیز به عنوان نوازنده فعالیت‌های هنری خود را پی گرفت. وی در سال ۱۳۳۷ به دعوت «داوود پیرنیا» به «برنامه گل‌ها» راه یافت. «گل‌های صحرایی شماره ۵» (در دستگاه شور) و «برگ سبز شماره (۶۵)» به همراهی آواز «محمود محمودی خوانساری» و تمبک «امیرناصر افتتاح» از اولین اجراهای تکنوازی او به‌شمار می‌آیند. از او به عنوان تکنواز آثار متعددی در برنامه‌های مختلف گل‌ها (گل‌های جاویدان، برگ سبز، گل‌های رنگارنگ و یک شاخه گل) به جا مانده‌است. پس از اتمام تحصیلات در انگلستان و بازگشت به ایران، از سال ۱۳۴۵ مجدداً همکاری خود را با رادیو ادامه داد. او در سال ۱۳۴۵ با ساخت آهنگ (قهر و ناز) با صدای اکبر گلپایگانی به جرگه آهنگسازان پیوست.
وی در سال‌های بعد با آهنگ‌هایی نظیر «دل بی‌قرار» (ابوعطا)، «نقش غم» (سه گاه)، «آشیانه» (شور) و «مهربونی» با همکاری اکبر گلپایگانی به آهنگ‌سازی و تکنوازی در رادیو ادامه داد. او همچنین آثار متعددی با صدای «حمیرا» به صورت صفحه و نوار کاست منتشر کرده‌است. (ترسم فراموشم کنی، گذشتم، خواهم که رسوا بشی و یادم نمیره )، از آن جمله اند.

## آهنگسازی
پس از انقلاب سال ۱۳۵۷ همکاری او با رادیو قطع و مجدداً در سال ۱۳۷۲ این همکاری آغاز شد. وی با همکاری «اسدالله ملک» «ارکستر همنوازان» را در صدا و سیما بنا نهاد. تکنوازی‌های متعددی حاصل این همکاری است که در آرشیو صدا و سیما موجود است.
در سال ۱۳۷۲ همکاری او با «اکبر گلپایگانی» با آهنگ‌های «عشق» و «آهسته آهسته» از سر گرفته شد. در سال ۱۳۷۴ آلبوم موسیقی «آوازه خوان» با ۸ ترانه به آهنگسازی و ترانه‌سرایی فضل‌الله توکل در اختیار عموم قرار گرفت.
در سال ۱۳۷۸ ضمن همکاری مجدد با «اکبر گلپایگانی» و ارائه دو آلبوم «مست عشق» و «عقیق» همکاری خود را با «علیرضا افتخاری» آغاز کرد. حاصل این همکاری آلبوم موسیقی «نسیما» بود. «غم زمانه» و «خاطرات جوانی» از دیگر آلبوم‌های موسیقی وی با صدای «علیرضا افتخاری» است.

## شیوه نوازندگی
او در نواختن سنتور و همچنین آهنگسازی دارای سبکی مخصوص به خود است.
وی علاوه بر سنتور بر نوازندگی ویلن نیز تسلط دارد. پرویز یاحقی بارها شیوه سنتور نوازی فضل‌الله توکل را منحصربه‌فرد خوانده بود و او را بی‌رقیب می‌دانست.
اسدالله ملک، جواب‌سازی فضل‌الله توکل و نواختن وی در هنگام همنوازی‌هایش را بسیار تحسین می‌نمود وبارها در محافل هنری وی را برترین نوازنده سنتور دانسته بود.
در برنامه تکنوازان و همنوازان، او پیوسته با تکنوازان و هنرمندانی نظیر حبیب‌الله بدیعی، پرویز یاحقی، همایون خرم و اسدالله ملک همکاری داشته‌است.

## آثار
در برنامه تکنوازان و همنوازان او پیوسته با تکنوازان همچون حبیب‌الله بدیعی، پرویز یاحقی، همایون خرم و اسدالله ملک و دیگر استادان همکاری داشته‌است؛ و حاصل این همکاری تعداد زیادی نوار است که در آرشیوهای گوناگون موجود می‌باشد.
- آلبوم مضراب عشق
- آلبوم زخم عشق
- آلبوم عمری عاشقانه نواختم ۱
- آلبوم عمری عاشقانه نواختم ۲
- آلبوم زمزمه مهتاب
- آلبوم بوی کوچه باغ‌ها (همراه جهانشاه برومند)
- آلبوم سه گاه زند (با گویندگی نادر گلچین) (با تنبک محمود رفیعیان)
- آلبوم کیمیای مهر (با خوانندگی مهرداد پیکرزاده)
- آلبوم سراب آرزو (با خوانندگی احمدرضا نساجان)
- آلبوم نم نم باران کجاست (با خوانندگی مسیح مریمی)
- آلبوم مست عشق (اکبر گلپایگانی)
- آلبوم آوازه خوان (اکبر گلپایگانی)
- آلبوم غم زمانه (با صدای علیرضا افتخاری، به اهتمام فریدون شهبازیان)
- آلبوم نسیما (با صدای علیرضا افتخاری، شعر از حسین منزوی)
- آلبوم پرنده (استاد ایرج)
- ملودی‌های مهربانی به همراهی محمود رفیعیان (تنبک).

## ترانه‌شناسی[۱]
| خواننده        | نام ترانه                                                           | ترانه‌سرا        | آهنگساز          | تنظیم                         | آلبوم           |
| -------------- | ------------------------------------------------------------------- | --------------- | ---------------- | ----------------------------- | --------------- |
| اکبر گلپایگانی | ساقی                                                                | فضل‌الله توکل    | فضل‌الله توکل     | مجید اخشابی                   | مست عشق         |
| اکبر گلپایگانی | عبادت                                                               | فضل‌الله توکل    | فضل‌الله توکل     |                               | مست عشق         |
| اکبر گلپایگانی | باغبان خسته                                                         | فضل‌الله توکل    | فضل‌الله توکل     | علی تجویدی                    | مست عشق         |
| اکبر گلپایگانی | سرنوشت                                                              | فضل‌الله توکل    | فضل‌الله توکل     |                               | مست عشق         |
| اکبر گلپایگانی | مهربان                                                              | فضل‌الله توکل    | فضل‌الله توکل     |                               | مست عشق         |
| اکبر گلپایگانی | عشق پاک                                                             | فضل‌الله توکل    | فضل‌الله توکل     |                               | مست عشق         |
| اکبر گلپایگانی | ساز و آواز                                                          | فضل‌الله توکل    | فضل‌الله توکل     | اسداله ملک                    | مست عشق         |
| اکبر گلپایگانی | قهر و ناز                                                           | فضل‌الله توکل    | فضل‌الله توکل     |                               | قهر و ناز       |
| اکبر گلپایگانی | شب                                                                  | فضل‌الله توکل    | فضل‌الله توکل     |                               | دل ای دل        |
| اکبر گلپایگانی | نقش غم                                                              | فضل‌الله توکل    | فضل‌الله توکل     |                               | چرا عاشق نباشم  |
| اکبر گلپایگانی | آوازه خوان خسته                                                     | آرش سزاوار      | فضل‌الله توکل     |                               | آوازه خوان خسته |
| اکبر گلپایگانی | شعر ناگفته                                                          | فضل‌الله توکل    | فضل‌الله توکل     |                               |                 |
| علیرضا افتخاری | دروغه                                                               | فضل‌الله توکل    | فضل‌الله توکل     |                               | غم زمانه        |
| علیرضا افتخاری | ای داد بی داد                                                       | فضل‌الله توکل    | فضل‌الله توکل     |                               | غم زمانه        |
| علیرضا افتخاری | رویا                                                                | فضل‌الله توکل    | فضل‌الله توکل     |                               | غم زمانه        |
| علیرضا افتخاری | رنگارنگ                                                             | فضل‌الله توکل    | فضل‌الله توکل     |                               | غم زمانه        |
| علیرضا افتخاری | یا رب                                                               | فضل‌الله توکل    | فضل‌الله توکل     |                               | غم زمانه        |
| علیرضا افتخاری | صدای خسته                                                           | فضل‌الله توکل    | فضل‌الله توکل     |                               | غم زمانه        |
| علیرضا افتخاری | مژده بهار                                                           | فضل‌الله توکل    | فضل‌الله توکل     |                               | غم زمانه        |
| علیرضا افتخاری | غم زمانه                                                            | فضل‌الله توکل    | فضل‌الله توکل     |                               | غم زمانه        |
| علیرضا افتخاری | تنها                                                                | فضل‌الله توکل    | فضل‌الله توکل     | بهنام صبوحی                   | خاطرات جوانی    |
| علیرضا افتخاری | لحظه شمار: این ترانه توسط احمد آزاد و بهرام فروهر نیز اجرا شده است. | فضل‌الله توکل    | فضل‌الله توکل     | بهنام صبوحی                   | خاطرات جوانی    |
| علیرضا افتخاری | تا به کی                                                            | فضل‌الله توکل    | فضل‌الله توکل     | بهنام صبوحی                   | خاطرات جوانی    |
| علیرضا افتخاری | مشق                                                                 | فضل‌الله توکل    | فضل‌الله توکل     | بهنام صبوحی                   | خاطرات جوانی    |
| علیرضا افتخاری | نمیدونی                                                             | فضل‌الله توکل    | فضل‌الله توکل     | بهنام صبوحی                   | خاطرات جوانی    |
| علیرضا افتخاری | ای کاش                                                              | فضل‌الله توکل    | فضل‌الله توکل     | بهنام صبوحی                   | خاطرات جوانی    |
| علیرضا افتخاری | باران                                                               | فضل‌الله توکل    | فضل‌الله توکل     | بهنام صبوحی                   | خاطرات جوانی    |
| علیرضا افتخاری | عشق تازه                                                            | فضل‌الله توکل    | فضل‌الله توکل     | بهنام صبوحی                   | خاطرات جوانی    |
| علیرضا افتخاری | شب پر ستاره (بی کلام)                                               |                 | فضل‌الله توکل     | بهنام صبوحی                   | خاطرات جوانی    |
| علیرضا افتخاری | شب پر ستاره (راه)                                                   | فضل‌الله توکل    | فضل‌الله توکل     | بهنام صبوحی                   | خاطرات جوانی    |
| علیرضا افتخاری | رفیق                                                                | فضل الله توکل   | فضل الله توکل    |                               | نوای استادان    |
| علیرضا افتخاری | گندم طلایی                                                          | اکبر آزاد       | فضل الله توکل    |                               | نوای استادان    |
| علیرضا افتخاری | به یاد استاد تاج                                                    | مشفق کاشانی     | فضل الله توکل    |                               | نوای استادان    |
| علیرضا افتخاری | گلهای اطلسی                                                         | حسین منزوی      | فضل الله توکل    | بهنام صبوحی ، تهمورس پورناظری | نسیما           |
| علیرضا افتخاری | ساقی                                                                | حسین منزوی      | فضل الله توکل    | بهنام صبوحی ، تهمورس پورناظری | نسیما           |
| علیرضا افتخاری | دل ای دل                                                            | حسین منزوی      | فضل الله توکل    | بهنام صبوحی ، تهمورس پورناظری | نسیما           |
| علیرضا افتخاری | گمشده                                                               | حسین منزوی      | فضل الله توکل    | بهنام صبوحی ، تهمورس پورناظری | نسیما           |
| علیرضا افتخاری | حصار                                                                | حسین منزوی      | فضل الله توکل    | بهنام صبوحی ، تهمورس پورناظری | نسیما           |
| علیرضا افتخاری | خزان گل نسرین                                                       | حسین منزوی      | فضل الله توکل    | بهنام صبوحی ، تهمورس پورناظری | نسیما           |
| علیرضا افتخاری | آواز به همراهی سه تار                                               | حسین منزوی      | فضل الله توکل    | بهنام صبوحی ، تهمورس پورناظری | نسیما           |
| علیرضا افتخاری | مولا                                                                | حسین منزوی      | فضل الله توکل    | بهنام صبوحی ، تهمورس پورناظری | نسیما           |
| بهرام حصیری    | روزگار                                                              | فضل‌الله توکل    | فضل‌الله توکل     |                               |                 |
| ایرج           | پرنده                                                               | فضل‌الله توکل    | حسین صمدی        |                               |                 |
| حمیرا          | ترسم فراموشم کنی                                                    | فضل‌الله توکل    | فضل‌الله توکل     |                               |                 |
| حمیرا          | خواهم که رسوا شوی                                                   | فضل‌الله توکل    | فضل‌الله توکل     |                               |                 |
| حمیرا          | آسمون (با دلم تو همزبونی)                                           | هما میرافشار    | فضل‌الله توکل     | ویولون از پرویز یاحقی         |                 |
| مهستی          | دل شکسته                                                            | فضل‌الله توکل    | انوشیروان روحانی | انوشیروان روحانی              | بی نوا دل       |
| هوشمند عقیلی   | اولین دیدار                                                         | فضل‌الله توکل    | فضل‌الله توکل     |                               | دخترک فال بین   |
| معین           | ای دریغ                                                             | فضل‌الله توکل    | فضل‌الله توکل     | پیام طونی                     | طلوع            |
| معین           | شراب                                                                | فضل‌الله توکل    | فضل‌الله توکل     | آرا                           | طلوع            |
| معین           | روزگار                                                              | فضل‌الله توکل    | فضل‌الله توکل     | عارف شکوری                    |                 |
| هایده          | دل سرده سرده                                                        | تورج نگهبان     | فضل‌الله توکل     |                               | خراباتی         |
| هایده          | راضی مشو                                                            | تورج نگهبان     | فضل‌الله توکل     | فضل‌الله توکل                  | خراباتی         |
| مازیار         | غربت                                                                | رضا عبداللهی    | فضل‌الله توکل     |                               | همسر            |
| بیتا           | وسوسه                                                               | فضل‌الله توکل    | فضل‌الله توکل     |                               |                 |
| بیتا           | سلام بر پیری                                                        | معینی کرمانشاهی | فضل‌الله توکل     |                               |                 |
| بیتا           | آخرین برگ                                                           | فضل‌الله توکل    | فضل‌الله توکل     | واروژان                       |                 |
| بیتا           | حیفه                                                                | فضل‌الله توکل    | فضل‌الله توکل     | واروژان                       |                 |
| احمد آزاد      | دروغه                                                               | فضل‌الله توکل    | فضل‌الله توکل     | لقمان ادهمی                   | بگو آبادی کجاست |
| شیلا           | رفتم از یادت                                                        | فضل‌الله توکل    | فضل‌الله توکل     |                               | چشمون من        |
| لیلا فروهر     | بدون ایران نمیمیره                                                  | فضل‌الله توکل    | فضل‌الله توکل     | مجیک                          |                 |